# Kieran Stephen
Kieran Stephen es un músico escocés que ha pertenecido a los grupos españoles Los Planetas y Migala. En la actualidad es cantante y guitarrista de la banda Fantasy Bar.

## Los Planetas
Kieran entra a formar parte, como bajista, de la formación estable de Los Planetas coincidiendo con la grabación de su tercer álbum Una semana en el motor de un autobús (RCA - BMG, 1998), participando en la gira correspondiente. Con ellos grabará el ep ¡Dios existe! El rollo mesiánico de Los Planetas (RCA - BMG, 1999) y, por último, el álbum Unidad de desplazamiento (RCA - BMG, 2000).

## Migala
Kieran se incorpora a la última formación de Migala, grabando con ellos su disco de despedida La increíble aventura (Acuarela, 2004).

## Fantasy Bar
En la actualidad es cantante y guitarrista del grupo Fantasy Bar, en el que colaboran los exmiembros de Migala Rubén Moreno, Jordi Sancho y Diego Yturriaga.
El disco de debut de Fantasy Bar, Friday Afternoon Car (Acuarela 2008) se grabó en tres fines de semana en los estudios Rock Soul de Madrid por Carlos Torero, con la colaboración de Chris Bathgate (guitarrista de The Gothenburg Address, ex-Ganger y antiguo bajista de Arab Strap) en algunas de las guitarras eléctricas grabadas en Glasgow (Escocia), donde también fue mezclado.

## Colaboraciones
Ha colaborado con artistas como Grupo Salvaje (Aquí hay dragones, Acuarela 2006) o El Hijo (Las otras vidas (Acuarela 2007).

## Discografía
- Una semana en el motor de un autobús (RCA - BMG, 1998) - Los Planetas

- ¡Dios existe! El rollo mesiánico de Los Planetas EP (RCA - BMG, 1999) - Los Planetas

- Unidad de desplazamiento (RCA - BMG, 2000) - Los Planetas

- La increíble aventura (Acuarela, 2004) - Migala

- La piel del oso EP (Acuarela, 2005) - El Hijo

- Canciones gringas EP (Acuarela, 2006) - El Hijo

- Aquí hay dragones (Acuarela, 2006) - Grupo Salvaje

- Las otras vidas (Acuarela 2007) - El Hijo

- Friday Afternoon Car (Acuarela, 2008) - Fantasy Bar